# دامره‌ای
دامره‌ای (به لاتین: Dhamrai) یک منطقهٔ مسکونی در بنگلادش است که در ناحیه داکا واقع شده‌است. دامره‌ای ۳۰۷٫۵ کیلومتر مربع مساحت و ۳۱۲٬۷۷۷ نفر جمعیت دارد.